# Слудицы (посёлок при станции)
Слу́дицы — посёлок при станции в Гатчинском муниципальном округе Ленинградской области.

## История
Согласно переписи населения СССР 1926 года в посёлке станции Слудица Слудицкого сельсовета проживали 22 человека, русские и поляки.
По данным 1933 года посёлок Слудицы входил в состав Слудицкого сельсовета Красногвардейского района.
C 1 августа 1941 года по 31 января 1944 года находился в оккупации.
По данным 1966, 1973 и 1990 годов посёлок при станции Слудицы находился в составе Минского сельсовета.
В 1997 году в посёлке проживали 99 человек, посёлок также входил в состав Минского сельсовета, в 2002 году — 107 человек (русские — 97%), в 2007 году — 103.

## География
Посёлок расположен в юго-восточной части района на автодороге 41К-472 (Вырица — Слудицы) у железнодорожной станции Слудицы на линии Санкт-Петербург — Оредеж.
Расстояние до административного центра поселения, посёлка городского типа Вырица — 19 км.

## Демография
| 2007 | 2010 | 2017 |
| ---- | ---- | ---- |
| 103  | ↘97  | ↘74  |

### Национальный состав
Согласно данным Всероссийской переписи населения 2021 года в посёлке проживали 99 человек, все русские.

## Улицы
Вокзальная, Казарма 72 км, Каменный ручей, Лесная, Школьная.